# AW
AW er debutalbummet af den danske sangerinde Annika Wedderkopp, bedre kendt under navnet Annika. Albummet blev udgivet den 8. maj 2025 af Universal Music Denmark, og har gæsteoptrædener fra JOSVA, Sira Jovina, Lamin og Gilli. Albummet er primært produceret af Anton Westerlin, Marius Iversen og Nicki Pooyandeh.
Albummet fik 4 ud af 6 stjerner af Soundvenue, som beskrev det som et "selvsikkert og selvbevidst album".GAFFA beskrev det i deres anmeldelse som "en musikalsk magtdemonstration".Det er en efterfølger til hendes succesfulde EP "Nye Tider" fra 2024. Før albummet blev ingen singler udgivet, så alle 13 sange er nye.

## Trackliste
| #   | Titel                                         | Længde |
| --- | --------------------------------------------- | ------ |
| 1.  | "Der så meget jeg ikke fortæller"             | 3:04   |
| 2.  | "Bliv her lidt endnu (feat. JOSVA)"           | 2:42   |
| 3.  | "Lad mig lande"                               | 3:41   |
| 4.  | "Du ik værd at græde for (feat. Sira Jovina)" | 2:39   |
| 5.  | "Brugt mine dage"                             | 2:57   |
| 6.  | "Start på ny"                                 | 2:48   |
| 7.  | "Det jo bare et kram (interlude)"             | 1:20   |
| 8.  | "Stolt (feat. Lamin)"                         | 3:32   |
| 9.  | "Jeg er din"                                  | 3:16   |
| 10. | "Bar bund (feat. Gilli)"                      | 2:45   |
| 11. | "Drukner i os"                                | 2:27   |
| 12. | "Hva det var"                                 | 2:46   |
| 13. | "Vis mig"                                     | 3:39   |